# My Father's Eyes (Amy Grant)
My Father's Eyes è il secondo album in studio della cantautrice statunitense Amy Grant, pubblicato nel 1979.

## Tracce
1. Father's Eyes – 4:03
2. Faith Walkin' People – 3:26
3. Always the Winner – 3:28
4. Never Give You Up – 3:20
5. Bridegroom – 2:48
6. Lay Down (The Burden of Your Heart) – 2:44
7. You Were There – 2:29
8. O Sacred Head – 2:04
9. All That I Need Is You – 3:30
10. Fairytale – 3:11
11. Giggle – 2:59
12. There Will Never Be Another – 3:37
13. Keep It on Going – 1:04